# Covini Engineering
Covini Engineering è un'azienda automobilistica artigianale che si dedica alla produzione di autovetture ad alte prestazioni. L'azienda fu fondata dall'ingegnere Ferruccio Covini nel 1978.

## Storia
La prima realizzazione è stata la Covini T44, una vettura a quattro ruote motrici con una originale carrozzeria a pannelli piani, simmetrici e modulari equipaggiata dal primo motore diesel concepito già in sede di progetto con turbocompressore, della VM Motori di Cento (FE). Il progetto e il brevetto sono stati acquistati dalla stessa VM Motori.
Nel 1981 la Covini Engineering presenta al Salone di Ginevra la B24 turbocooler, una berlinetta a motore centrale diesel VM di 2400 cm³, con innovativo sistema di superalimentazione con scambiatore termico aria/acqua, primo diesel stradale a superare i 200 km/h. La vettura, concepita con finalità pubblicitarie e scientifiche per sperimentare nuove tecnologie, ha anche un piccolo seguito commerciale.

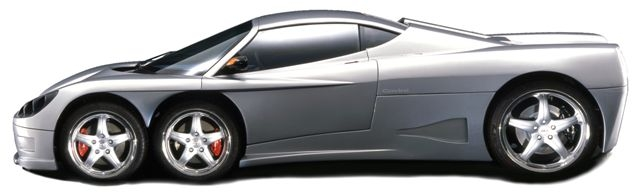
La Covini C6W

Nel 1988 viene presentata la Covini T40 turboboost; concepita con le stesse finalità della B24, ma con i motori diesel plurifrazionati fino a 4 litri di cilindrata, sempre della VM Motori.
Nel 1998 una nuova vettura sperimentale, con i nuovissimi motori diesel common rail della VM motori, viene presentata al salone dell'automobile di Torino; è la prima vettura diesel stradale a superare i 300 km/h.
Dopo una gestazione del progetto iniziata nel 2003 con le prime anticipazioni alla stampa, nel 2008 è stata presentata la Covini C6W che si contraddistingue per la presenza di sei ruote, con due assi all'anteriore, come quelli della vettura Tyrrell P34 di Formula 1.
La Covini C6W ha partecipato nel 2019 al salone dell'Auto Parco Valentino di Torino.